# Paul Abadie
Paul Abadie, född 9 november 1812 i Paris, död 3 augusti 1884 i Chatou, var en fransk arkitekt, främst känd för att ha ritat kupolkyrkan Sacré-Cœur i Paris.
Abadie fick 1845 anställning vid restaurationsarbetena av Notre-Dame, under ledning av arkitekterna Lassus och Viollet-le-Duc och blev 1871 medlem av kommissionen för vården av de historiska minnesmärkena och 1875 av Institut de France. 
Sacré-Cœur började byggas 1875 och färdigställdes efter Abadies död av arkitekten Rauline.
Bland Abadies övriga verk märks Église Saint-Ferdinand i Bordeaux, Notre-Dame i Chatou och Hôtel de ville i Angoulême.

## Galleri

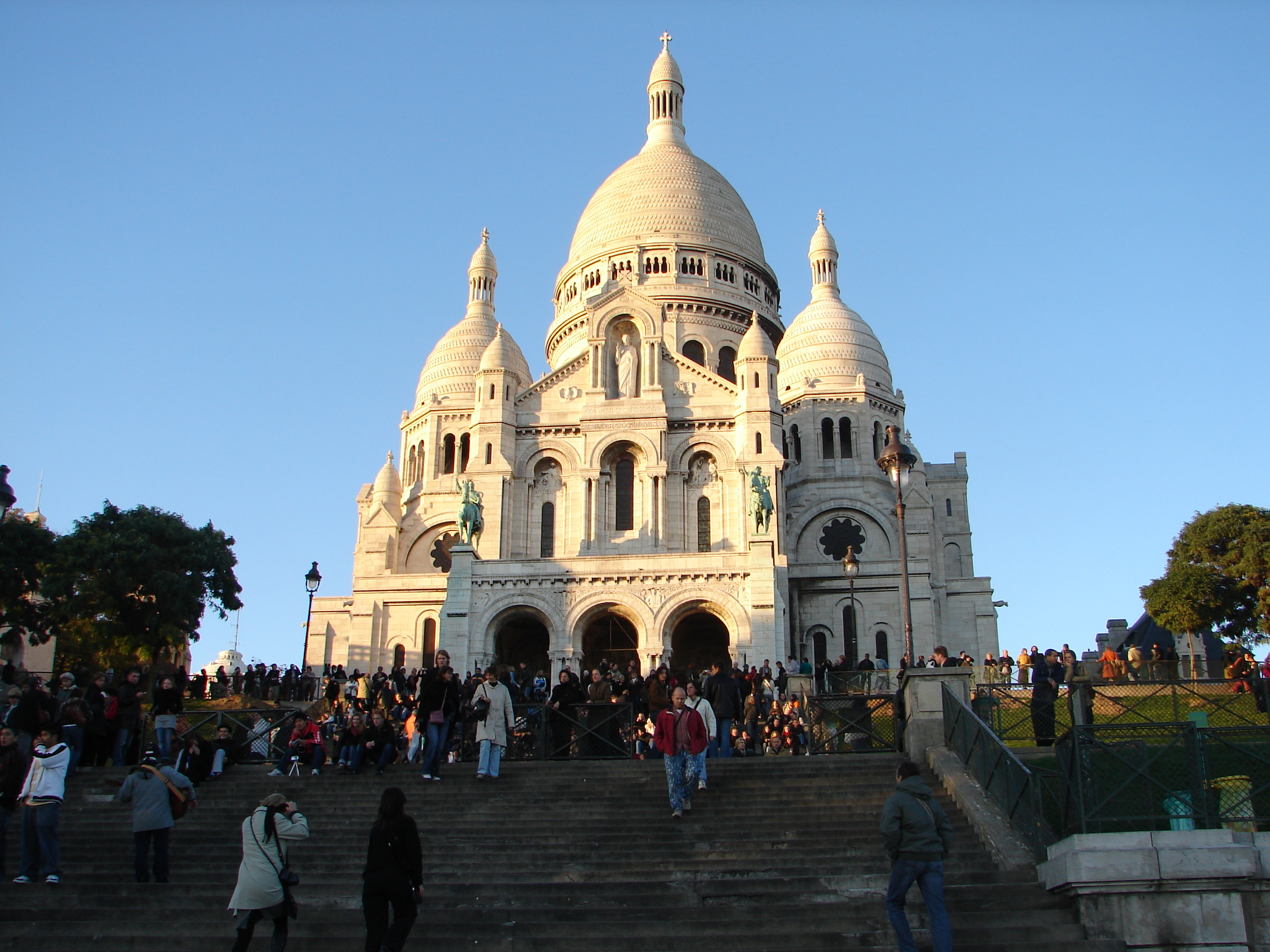
Sacré-Cœur, Paris
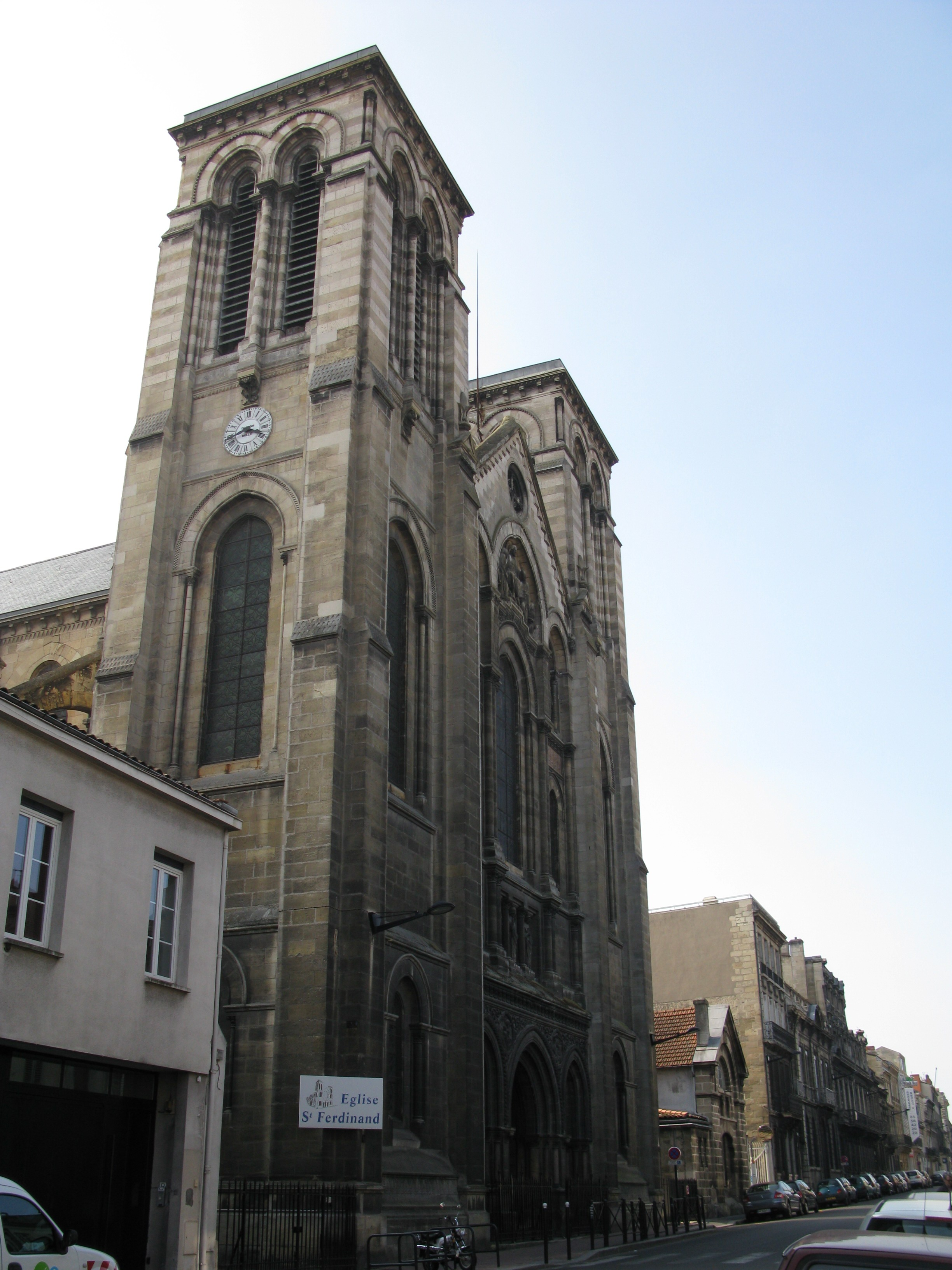
Église Saint-Ferdinand, Bordeaux
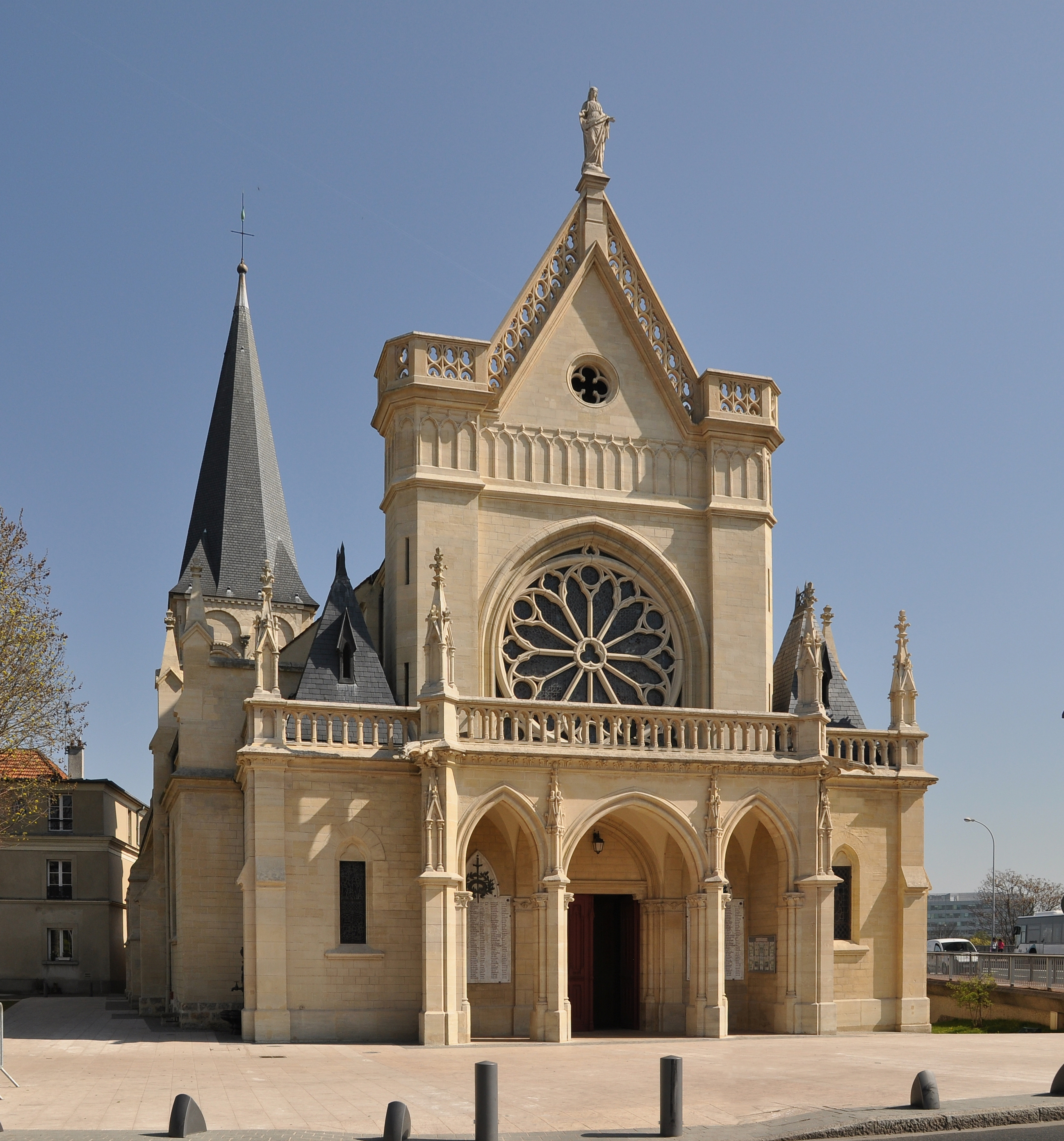
Notre Dame, Chatou
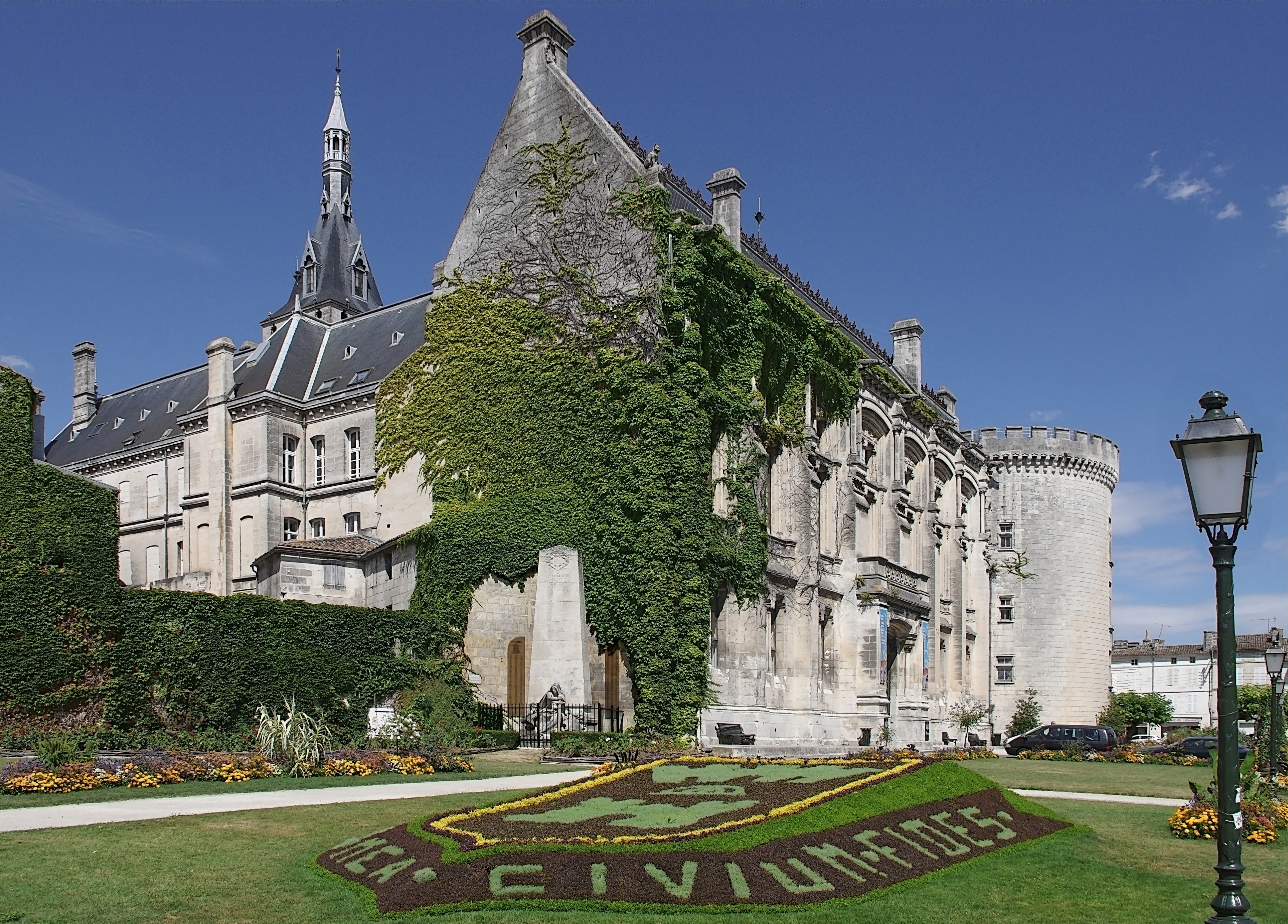
Hôtel de ville, Angoulême